# Claudio Sala
Pour les articles homonymes, voir Sala.
Claudio Sala, né le 8 septembre 1947 à Macherio dans la province de Monza et Brianza en Lombardie, est un footballeur international italien actif de 1965 à 1982 au poste de milieu (avant de devenir ensuite entraîneur).
Il compte dix-huit sélections en équipe nationale entre 1971 et 1978, et 323 matchs de Serie A pour 27 buts.

## Biographie

### Carrière internationale
Claudio Sala reçoit sa première sélection avec l'équipe d'Italie alors qu'il joue au Torino FC, le 20 novembre 1971, à l'occasion d'un match des éliminatoires de l'Euro 1972 contre l'Autriche (2-2).
Il participe à la Coupe du monde 1978 qui se déroule en Argentine. L'Italie finit quatrième de la compétition.
Il porte dix-huit fois le maillot de l'équipe nationale d'Italie entre 1971 et 1978.

## Palmarès

### En club
- Avec le Torino :
  - Champion d'Italie en 1976
  - Vainqueur de la Coupe d'Italie en 1971

### Distinctions personnelles
- Meilleur joueur du championnat d'Italie (Guerin d'Oro) en 1976 et 1977.